# Michael Leckrone
Michael (Mike) Leckrone (North Manchester, 30 juli 1936) is een Amerikaans componist, muziekpedagoog en dirigent.

## Levensloop
Leckrone is een zoon van de dirigent Harold Leckrone. Hij studeerde aan de Butler Universiteit in Indianapolis en behaald aldaar zowel zijn Bachelor of Music in 1958 als zijn Master of Music in 1961 met de Thesis A historical and thematic study of Jean Sibelius's Kullervo. Zijn studies voltooide hij aan de Indiana University in Bloomington en promoveerde tot Ph.D. (Philosophiæ Doctor). Vervolgens werd hij docent en instructeur voor blaasinstrumenten aan zijn Alma mater, de Butler Universiteit in Indianapolis. In 1969 werd hij dirigent van de Marching Band aan de Universiteit van Wisconsin in Madison. Met dit orkest behaalde hij taalrijke prijzen en onderscheidingen zoals de "Pat O'Dea Award", de "Blue Line Club Distinguished Service Award", de Universiteit van Wisconsin "Alumni Club's Distinguished Faculty Award", de Wisconsin Newspaper Writers "Special Edition Award" en de Wisconsin Foundation for School Music Lifetime Achievement Award. Al lange jaren is hij eveneens directeur van de harmonieorkesten aan deze universitaire instelling. 
Naast taalrijke arrangementen van klassieke en filmmuziek voor harmonieorkest componeerde hij eigen werk voor harmonieorkest. Hij is lid van de American Society of Composers, Authors and Publishers (ASCAP) en werd gekozen als lid van de American Bandmasters Association (ABA). Verder is hij (ere)lid van meerdere componisten- en dirigentenbroederschappen zoals de Kappa Kappa Psi, Phi Mu Alpha, Phi Kappa Lambda, Phi Kappa Phi en Phi Beta Mu. 

## Composities

### Werken voor harmonieorkest
- 1968 Tower of the Americas
- 1969 A taste of Latin
- 1969 Salute to Old Glory
- 1972 Theme and montage
- 1973 Brass rails
- 1973 Epeisodions
- 1974 Avatara
- 1974 Polestar
- 1975 Matrix - a contemporary overture
- 1977 Entry of the Castilians
- 1977 Here's the Band
- 1977 West of the Chaparral
- 1978 Analogue
- 1979 Alpheus, concertmars
- 1979 Circus maximus
- 1979 Dithyramb
- 1979 Midnight special
- 1980 Unbroken circle
- 1983 Intrusions
- Expositions
- Gala trek I
- Harlequinette
- If you want to be a Badger
- Paradox

## Publicaties
- A historical and thematic study of Jean Sibelius's Kullervo, Thesis - (M.M.) - Butler University, 1961. 182 p.
- Sound effects - maxi-purpose for football, basketball, programs, shows - set 1, Hal Leonard/Pointer Pub., Inc., 1970.
- Koncert kaleidoscopes on the march, Lebanon, Ind. : Studio Publications Recordings, 1972. 247 p.
- Popular Music in the U.S., 1920-1950 - a class outline; The big bands, The legendary performers, Dubuque, Iowa: Eddie Bowers Pub. Co., 1983. 99 p. ISBN 978-0-912-85516-5; Dubuque, Iowa: 2 edition, Eddie Bowers Pub Co., November 1991. 128 p., ISBN  978-0-945-48319-9
- Simply Great: A Better Marching Band, in: Music Educators Journal, vol.74 nr. 3, November 1987. pp. 55-59 ISSN 0027-4321